# Margaret Dreier Robins
Margaret Dreier Robins, född 6 september 1868 i Brooklyn, New York, död 21 februari 1945, var en amerikansk fackföreningsledare. Hon var syster till Mary Dreier.
Robins anslöt sig 1904 till Women's Trade Union League (WTUL), en organisation som uppmanade  kvinnor att bli medlemmar i fackföreningar för att genom lagstiftning arbetsförhållanden, arbetstid och löner. Efter att 1905 ha gift sig med Raymond Robins (bror till Elizabeth Robins) började hon att samarbeta med Jane Addams i Chicago. År 1907 blev hon ledare för WTUL i både Chicago och i hela USA och 1909–1911 organiserade hon strejker bland kvinnliga textilarbetare i New York, Philadelphia och Chicago. Hon var även verksam inom rörelsen för kvinnlig rösträtt och, under 1920-talet, inom fredsorganisationer.